# Драгољуб Радојевић
Драгољуб М. Радојевић (Сварча код Блаца, 3. јануар 1888—1944) био је српски и југословенски пешадијски официр, резервни мајор Југословенске војске, заменик командант Другог косовског корпуса Југословенске војске у Отаџбини у Другом светском рату, носилац Карађорђеве звезде са мачевима и Ордена Југословенске круне.

## Биографија

### Ратови за ослобођење и уједињење (1912−1918)
Рођен је 3. јануара 1888. године у Сварчи код Блаца, као син капетана Мојсила Радојевића и мајке Саве. Отац Мојсило је био на служби у војном одсеку у Прокупљу.
Драгољуб је учествовао у Балканским ратовима и Првом светском рату као војник 12. пешадијског пука „Цар Лазар” Шумадијске дивизије, где је брзо постао поднаредник. Рањен је 18. септембра 1914. године у Гучевском бици. Повлачио се преко Албаније и на Солунском фронту постао је наредник и командир митраљеског одељења. Тамо је поново рањен, а за исказану храброст је 12. септембра 1917. године одликован Карађорђевом звездом са мачевима.

### Међуратни период
У војсци је остао до 1920. године и напредовао до чина поручника са службом у Војном округу у Прокупљу. Затим је демобилисан и до наредног рата је радио у бановинској болници.
Унапређен је 31. децембра 1940. године у чин резервног пешадијског мајора Југословенске војске. Током међуратном периода је одликован и Орденом Југословенске круне V реда. Са супругом Милунком имао је синове Мирослава и Дамјана.

### Други светски рат
За време Другог светског рата је био помоћник команданта Другог косовског корпуса Југословенске војске у Отаџбини. На тој дужности је и погинуо 1944. године.

## Одликовања
- Орден Карађорђеве звезде;
- Орден Југословенске круне V реда.